# Ectinothorax
Ectinothorax is een geslacht van kevers uit de familie van de loopkevers (Carabidae). De wetenschappelijke naam van het geslacht is voor het eerst geldig gepubliceerd in 1941 door Alluaud.

## Soorten
Het geslacht Ectinothorax omvat de volgende soorten:
- Ectinothorax assimilis Fairmaire, 1903
- Ectinothorax feronioides Alluaud, 1941
- Ectinothorax longicollis Jeannel, 1948
- Ectinothorax mathiauxi Jeannel, 1948
- Ectinothorax sulcator Fairmaire, 1903